# Peer-to-peer трансакцијa
Peer-to-peer трансакцијa (познатa и као person-to-person трансакцијa, P2P трансакцијa или P2P плаћањe) представља електронско преношење новца од стране једне особе ка другој посредством апликације за P2P плаћања. P2P плаћања могу бити послата и примљена путем мобилног уређаја и било ког рачунара који има приступ интернету.
Путем апликације за P2P плаћања, рачун сваког појединца је повезан са једном или више корисничких банковних рачуна. Када дође до трансакције, салдо у платном билансу у апликацији бележи трансакцију и повлачи или шаље новац директно на корисников банковни рачун или га чува на корисниковом рачуну унутар апликације.
Од самог почетка овог концепта, многе пословне јединице развиле су могућности обављања P2P трансакција, повећавајући конкуренцију на тржишту и задовољство које се пружа потрошачима. Распрострањеност мобилних уређаја условила је да апликације за P2P плаћања постану још практичније за кориснике.

## Историја

### Настанак електронске трговине
P2P плаћања потичу из стране компаније PayPal, која се специјализовала за електронска новчана плаћања. Овај систем плаћања је првобитно служио како би се помогло у електронској трговини, али касније је овај систем достигао велике сразмере након што је eBay почео да користи PayPal у 2002. години. Овај догађај је означио почетак веће употребе P2P трансакција.
Пословни модел eBay-а захтевао је посредника у трансакцијама ради олакшавања плаћања између купаца и продаваца, било да су то пословни субјекти или појединци. Купци су почели да користе ову услугу из разлога што нису хтели да откривају информације о кредитној картици непознатим продавцима. Продавцима је била потребна ова услуга зато што многи потрошачи нису имали могућност отварања Merchant рачуна за онлајн плаћања.

### Појава паметних телефона
Паметни телефони су утицали на много аспеката у савременом животу, један од њих је могућност за пренос новца другим особама било где у свету за неколико секунди. Тренутно постоје многи иноватори у мобилном свету, међу којима су PayPal, Venmo, Square… Све ове апликације омогућавају корисницима лако слање и примање плаћања у кратком временском периоду, уз минималне или никакве накнаде. Распрострањеност паметних телефона омогућава већини људи да користе своје телефоне као врсту новчаника. Очекује се да ће обим P2P плаћања достићи 86 милијарди долара до 2018. године.

## Функционисање
Начин функционисања апликација за P2P плаћања варира, али процеси углавном прате сличан шаблон:
- Прво, корисник преузима апликацију, креира налог и повезује га са кредитном картицом, дебитном картицом или банковним рачуном.
- Након тога, корисник може да креира контакте и обавља плаћања користећи имејл адресу, број телефона или рачун другог корисника.
- Током трансакције, новац се узима са корисниковог рачуна унутар апликације и преноси се на рачун корисника који прима средства. Ако нема довољно новца на рачуну да би се завршила трансакција, новац се директно узима са корисниковог банковног рачуна како би се завршила трансакција.[2][4]

## Информације и сигурност плаћања
У истраживању спроведеном од стране Федералних резерви, 42% испитаника је навело да разлог због којег не би слали новац путем апликација за P2P плаћања јесте забринутост због сигурности плаћања. Због једноставности употребе и лакоће приступа великим сумама новца са банковног рачуна појединаца, уведене су сигурносне мере ради смањења ризика од крађе. Већина апликација захтева пријаву са лозинком или пин кодом како би се приступило корисничком налогу. Информације о банковном рачуну и кредитној картици су енкриптоване.
Постоје одређени пропусти које су појединци искористили и на тај начин крали новац. На пример, платформа Venmo, приликом коришћења, даје утисак као да је плаћање регистровано и извршено одмах након што се притисне дугме, али стварна трансакција се не процесуира док не прође неколико дана. Појединци то могу искористити тако што се претварају да шаљу плаћање некоме у замену за нешто (нпр. Craigslist-a), што Venmo региструје као трансакцију. У стварности, трансакција још није завршена, што значи да плаћање може бити одбијено и враћено од стране банке.
Иако се уобичајене сигурносне мере примењују за неке сценарије, као што је ограничење од 3000 долара недељно за Venmo трансакције, саме финансијске институције могу обавестити своје кориснике о крађи и превари. Апликације за P2P плаћања, ако посредници, обично пребацују одговорност на банке и финансијске институције које држе и процесуирају средства корисника.